# Tamagnini de Abreu

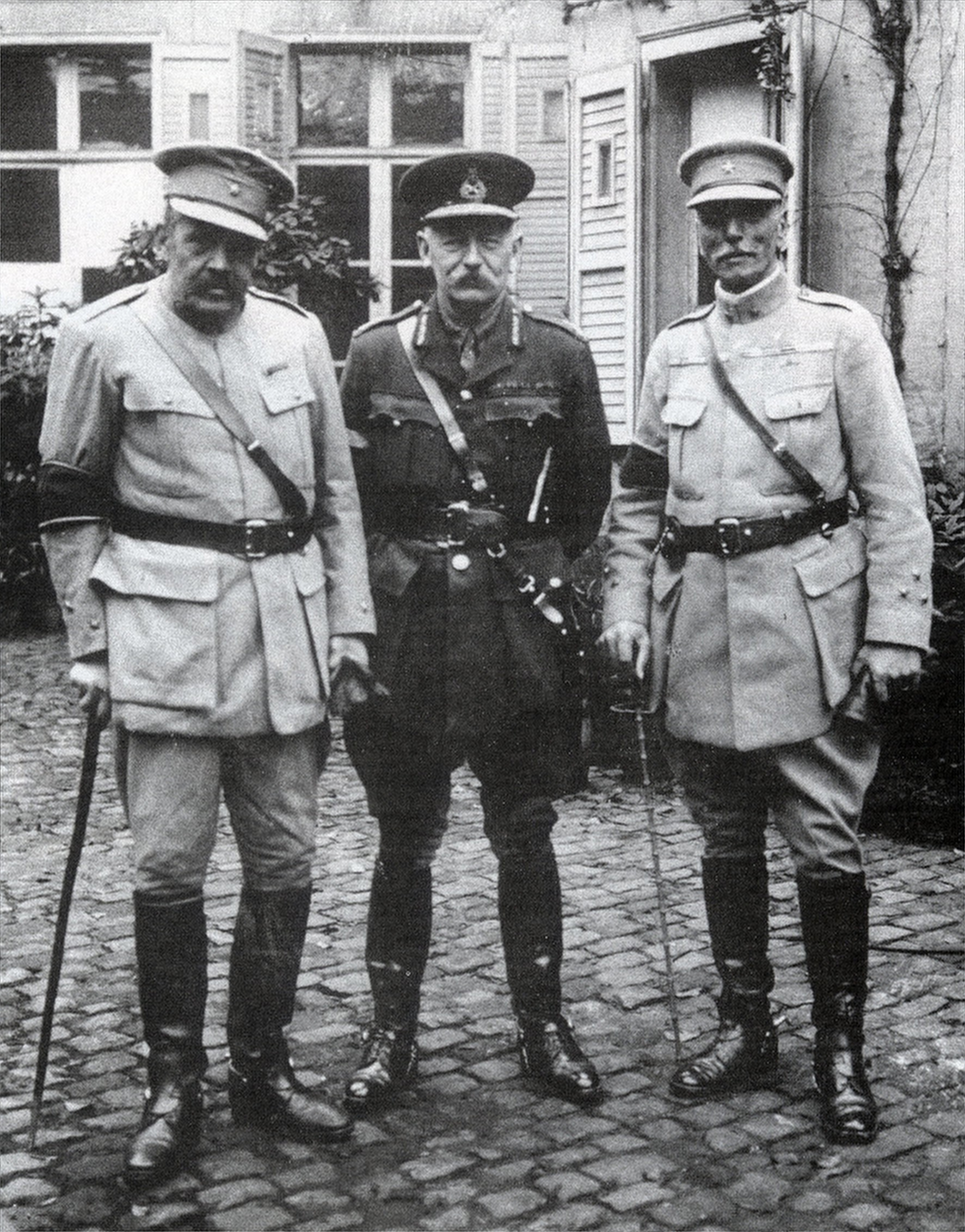
General Tamagnini (à esquerda) como comandante do CEP, juntamente com os generais Richard Haking e Gomes da Costa.

Fernando Tamagnini de Abreu e Silva GCTE • GCC • GOA • GCA (Tomar, Santa Maria dos Olivais, 13 de Maio de 1856 - Lisboa, 24 de Novembro de 1924) foi um militar português.

## Biografia
A 2 de Junho de 1873, Fernando Tamagnini de Abreu e Silva assenta praça como voluntário no Regimento de Cavalaria N.º 2. Em 1891 assume o cargo de director da Escola Regimental e dois anos mais tarde ingressa na Guarda Municipal de Lisboa. Em 1913, participou na Escola de Repetição e no ano seguinte foi para o Estado-Maior das Armas e Inspector da Cavalaria Divisionária e, em 1915 foi nomeado comandante interino da Brigada de Cavalaria.
Após a sua promoção a general foi escolhido para comandar a Divisão de Instrução mobilizada em Tancos e posteriormente para Comandante do CEP, o CEP, que combateu na Flandres na I Guerra Mundial, integrado no exército inglês. Após o desastre do CEP na batalha de La Lys, a 9 de Abril de 1918, foi substituído, a 25 de Agosto, no comando daquele mesmo Corpo pelo general Garcia Rosado.
Foi ainda comandante da 5.ª Divisão do Exército e Presidente do Supremo Tribunal de Justiça Militar.
A 15 de Fevereiro de 1919 foi feito Grande-Oficial da Ordem Militar de Avis, a 28 de Junho de 1919 foi agraciado com a Grã-Cruz da Ordem Militar de Cristo, a 14 de Setembro de 1920 com a Grã-Cruz da Ordem Militar da Torre e Espada, do Valor, Lealdade e Mérito e a 31 de Dezembro de 1920 elevado a Grã-Cruz da Ordem Militar de Avis.
Faleceu a 24 de Novembro de 1924, em Lisboa.

## Obra
- Memórias do general: Os meus três comandos, de Fernando Tamagnini, editado por Isabel Pestana Marques; pref. Nuno Severiano Teixeira, Viseu, SACRE: Fundação Mariana Seixas, 2004.
- Diário de Campanha: General Fernando Tamagnini: Comandante do CEP, editado por João Vieira Borges, Eurico José Gomes Dias e Isabel Pestana Marques, Comissão Portuguesa da História Militar, 2018.